# Z Lyncis
Z Lyncis är en dubbelstjärna som misstänkts vara variabel. Den har dock av allt att döma konstant ljusstyrka. Den har magnitud +8,59 och tillhör stjärnbilden Lodjuret.